# Diabesità
Diabesità è il neologismo coniato dall'Organizzazione Mondiale della Sanità per sottolineare la stretta associazione tra diabete mellito di tipo 2 e l'obesità.
La diabesità rappresenta una pandemia dei nostri tempi con una prevalenza e un impatto socio-economico-sanitario destinato a crescere. La prevalenza globale di diabete mellito nel 2010 era di 284 milioni di persone in tutto il mondo, che rappresentano circa il 6,4% della popolazione del pianeta. Inoltre proiezioni per il 2030 parlano di circa 439 milioni di individui (circa il 7% della popolazione mondiale). Il peso del diabete sull'economia mondiale ha raggiunto i 376 miliardi di dollari nel 2010 e le previsioni sono che raggiungano i 490 miliardi di dollari nel 2030. La diabesità rappresenta un notevole carico economico considerato per esempio che nei soli Stati Uniti diabete e obesità consumano da soli rispettivamente il 14 e il 5,7% della spesa sanitaria globale.
Se si includono anche i costi relativi al sovrappeso, il limite superiore della spesa associata all'obesità sale al 9,1% della spesa sanitaria totale americana. Nell'impatto sociosanitario della diabesità è fondamentale includere le potenziali complicanze a lungo termine, sia diabetiche sia legate all'obesità. Esse includono infarto del miocardio, ictus e patologie renali in stadio avanzato. Recenti progressi nelle conoscenze scientifiche hanno documentato che esiste un'associazione tra stress cronico, depressione e disturbi del sonno legati sia all'obesità sia al diabete mellito.
Questo secolo rappresenta un'era diabetogenica senza precedenti nella storia della salute dell'uomo. Le Organizzazioni Sanitarie e le Istituzioni Scientifiche da tempo sottolineano l'urgenza di elaborare delle Linee Guida per tenere sotto controllo la crescente pandemia della diabesità. Negli ultimi anni sta progressivamente crescendo il ruolo svolto dalla chirurgia bariatrica nei pazienti diabesici gravi.
Dai dati scientifici raccolti in letteratura fino a qualche mese fa, infatti, si era osservato che nell'82% delle persone molto obese, l'intervento di chirurgia bariatrica si associava una scomparsa del diabete entro due anni dall'operazione e che nel 62% dei casi il diabete non ricompariva dopo i due anni dall'intervento. 
Recenti dati scientifici, pubblicati nel marzo del 2012 dall'autorevole rivista New England Journal of Medicine, dimostrano che in soggetti obesi con diabete mellito di tipo 2, il solo intervento di chirurgia bariatrica è in grado di controllare anche il diabete, risultando più efficace anche della stessa terapia farmacologica. È la prima volta che viene dimostrato con chiarezza e rigore scientifico un dato così importante.
Anche se sono necessari ulteriori approfondimenti, gli esperti ritengono i risultati molto promettenti ed incoraggianti. Non è tanto la perdita di peso conseguente all'operazione a produrre gli effetti positivi, ma la messa in moto di meccanismi legati alla produzione ormonale: il tratto gastro-intestinale ha infatti un ruolo specifico nel diabete di tipo 2 indipendentemente dalla riduzione di peso o dalla modifica di assunzione di cibo, che comunque contano sulla patologia diabetica.